# Movimiento Juvenil Revolucionario
El Movimiento Juvenil Revolucionario (RYM) es una sección de Estudiantes por una Sociedad Democrática (SDS) que se oponía a la Alianza de Estudiantes Trabajadores del Partido Laborista Progresista (PLP). La mayor parte de la dirección nacional del SDS se unió al RYM para oponerse a la línea del partido del PLP y a lo que supuestamente era su intento de tomar el control de la estructura de dirección del SDS, particularmente en la convención del SDS de 1969 en Chicago.

## Historia
La base teórica del Movimiento Juvenil Revolucionario fue la comprensión de que la mayor parte de la población estadounidense, incluidos tanto los estudiantes como la llamada "clase media", comprendía, debido a su relación con los instrumentos de producción, la clase trabajadora; así, la base organizativa del SDS, que había comenzado en las universidades de élite y se había extendido a instituciones públicas a medida que la organización crecía, podía extenderse a la juventud en su conjunto, incluidos los estudiantes, los que prestaban servicios en el ejército y los desempleados. Los estudiantes podrían ser vistos como trabajadores que adquieren habilidades antes de trabajar. Esto contrastaba con la visión del Partido Laborista Progresista que veía a estudiantes y trabajadores como categorías separadas que podían aliarse, pero no debían organizarse conjuntamente.
Políticamente, el RYM discrepó de lo que alegaron era la oposición del PLP al derecho de autodeterminación para las naciones oprimidas y los grupos étnicos. El RYM también criticó los ataques del PLP al Frente de Liberación Nacional Vietnamita (Frente Nacional para la Liberación de Vietnam)], a quien el PLP había acusado de "venderse" a los EE. UU. durante los  Conversaciones de paz, así como otras críticas. Pero, sobre todo, el RYM se opuso a lo que consideraba ataques infundados del PLP al Partido Pantera Negra.
En la fragmentación de SDS en 1969, RYM abandonó el salón de convenciones y se declaró el "verdadero SDS" en un nuevo espacio al otro lado de la calle. Al dividir el SDS, el propio RYM también se dividió. Una sección del RYM (conocida como RYM I), que contiene a la mayor parte del liderazgo del SDS, incluidos Bernardine Dohrn, David Gilbert y Mark Rudd, se convirtió en  Meteorólogos. Weathermen retuvo brevemente el control de la Oficina Nacional del SDS y las listas de miembros antes de disolver el SDS y cerrar su sede en 1970, a favor de realizar actividades clandestinas que creía que ayudarían a provocar la revolución en el corto plazo.
La otra sección importante del RYM, conocida como Movimiento Juvenil Revolucionario II, tenía una orientación maoísta y rechazaba la línea de lucha armada inmediata de los Weathermen en los Estados Unidos, abogando por la construcción de un nuevo partido de vanguardia en su lugar. RYM II, que fue presidido por el ex secretario nacional del SDS, Michael Klonsky,
Rápidamente dio paso a varias nuevas organizaciones y colectivos revolucionarios. Este medio se conoció como el Nuevo Movimiento Comunista. El más grande de los grupos RYM II fue la Unión Revolucionaria del Área de la Bahía, que pronto absorbió algunos otros grupos y se convirtió en el Partido Comunista Revolucionario de los Estados Unidos en 1975. El Partido Comunista Marxista-Leninista (Estados Unidos) también surgió de estas disputas. Otros miembros de RYM II se unieron a la Sojourner Truth Organization, formada en 1969 y activa en las luchas laborales en el área de Chicago. La Organización Sojourner Truth, activa principalmente en el Medio Oeste hasta su disolución en 1985, se diferenciaba de otros grupos del Nuevo Movimiento Comunista por la influencia inicial de CLR James y su combinación de ubicación industrial con la lucha contra la supremacía blanca, desarrollando una teoría del papel clave del "sistema de privilegios de piel blanca" en la clase trabajadora blanca de Estados Unidos.